# Gualberto do Rosário
António Gualberto do Rosário Almada (ur. 12 października 1950 w Mindelo) – kabowerdeński polityk, premier Republiki Zielonego Przylądka 29 lipca 2000 do 1 lutego 2001 (do 5 października 2000 jako p.o. premiera). 

## Życiorys
Studiował ekonomię na Uniwersytecie Lizbońskim. Był członkiem rządzącej partii Ruch dla Demokracji (port. Movimento para Democracia). Od 1991 do 1993 był ministrem rolnictwa, a od 1993 do 1995 liderem większości parlamentarnej. W 1995 został ministrem ekonomii. 11 maja 1998 został wyznaczony na wicepremiera w rządzie Carlosa Veigi. Został następnie szefem partii, pokonawszy w bezpośrednim głosowaniu burmistrza Prai Jacinto Santosa. Gdy premier podał się do dymisji w 2000, Gualberto do Rosário przejął jego obowiązki. 5 października został samodzielnym premierem. W wyborach z lutego 2001 jego partia poniosła porażkę, przegrywając z PAICV, w związku z czym zakończył piastowanie funkcji premiera. W sierpniu 2001 stracił też fotel szefa partii na rzecz Filomeny Delgado. Pracował później w krajowej organizacji turystycznej i jako menedżer. W 2008 kandydował w wyborach municypalnych w St. Vincent, po których zapowiedział założenie własnej organizacji promującej demokrację.
Od młodości pisał opowiadania i wiersze pod pseudonimami, zamieszczane w gazetach i książkach. Od 2002 opublikował trzy książki z zakresu literatury pięknej.